# Anilocra prionuri
Anilocra prionuri là một loài chân đều trong họ Cymothoidae. Loài này được Williams & Bunkley-Williams miêu tả khoa học năm 1986.